# Juan IV de Werle
Juan IV de Werle-Goldberg, (antes de 1350 - entre el 13 de marzo y 14 de diciembre de 1374) fue desde 1354 hasta su muerte, señor de  Werle-Goldberg.
Era el hijo de Nicolás IV e Inés de Lindow-Ruppin.
Como aún era menor de edad cuando heredó Werle, su madre lo puso bajo la tutela del duque Alberto II de Mecklemburgo. Sin embargo, se suscitó una disputa entre Alberto II y la madre de Juan, y ella entonces eligió al señor Nicolás III de Werle-Güstrow como su guardián. Después de la muerte de Nicolás, Juan IV gobernó por sí mismo.
El 31 de octubre de 1366, eligió un contrato matrimonial con el duque Alberto II y sus hijos, en el que se le prometió que pudiera casarse con Eufemia, la hija de cuatro años del hijo de Alberto, Enrique III. El matrimonio se planeó para 1379, cuando ella alcanzara los 17 años de edad. Sin embargo, Juan IV murió en 1374, de manera que el matrimonio nunca tuvo lugar.
Murió en 1374, soltero y sin hijos. Con su muerte, la línea Werle-Goldberg se extinguió y Werle-Goldberg pasó a Bernardo II de Werle-Güstrow. Probablemente fue enterrado en la catedral de Doberan.